# Heinrich Hildebrand (Ingenieur, Oktober 1855)

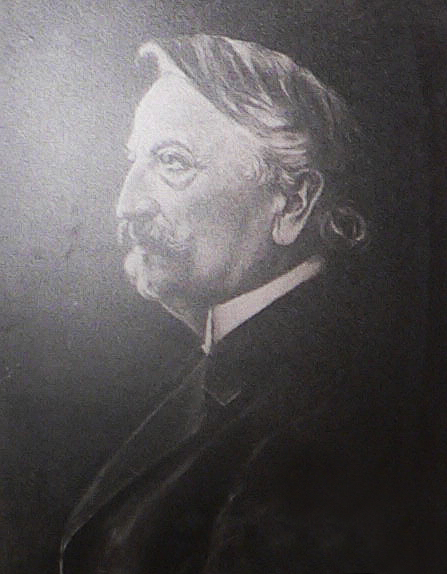
Heinrich Hildebrand

Heinrich Hildebrand (* 17. Oktober 1855 in München; † 30. August 1928 in Berlin-Schöneberg) war ein deutscher Maschinenbauingenieur, Journalist und Unternehmer. Bekannt wurde er als Radfahr- und Motorradpionier.

## Leben
Hildebrand studierte Maschinenbau in München. Er war Mitbegründer des Deutsch-Österreichischen Velociped-Bundes, eines Vorläufers des Bundes Deutscher Radfahrer.
Das gemeinsam mit seinem Bruder Wilhelm in München gegründete Unternehmen Hildebrand & Wolfmüller brachte 1894 das erste serienmäßig produzierte Motorrad der Welt auf den Markt.